# Ла-Верна
Зал Ла-Верна (фр. Grotte (Salle) de La Verna) — гигантский грот (255 м х 245 м х 194 м) в карстовой пещере Гуфр-де-Партаж (фр. Gouffre des Partages), которая в настоящее время входит в разветвлённую пещерную систему Пьер-Сен-Мартен. Находится на глубине 1050 м в горном массиве Ларра-Белагуа, близ подножия пика Ани, на границе Франции и Испании (департамент Атлантические Пиренеи, регион Новая Аквитания).
Открытие пещеры Пьер-Сен-Мартен произошло в 1950 году, в 1951 году началось её исследование. Зал Ла-Верна был открыт 13 августа 1953 года, с 1 июля 2010 года стал доступен для посещения туристов.
В качестве туристического объекта управляется ассоциацией, созданной в 2002 году французскими коммунами Арет, Арамитс и Сент-Анграс; вход для туристов расположен близ коммуны Сент-Анграс. К Сент-Анграсу относится и другая достопримечательность — ущелье Какуэтта, промытое в карстовом массиве одноимённой рекой.
В подземном комплексе находятся памятные доски, посвященные погибшим здесь спелеологам Марселю Лубану (1923 — 14 августа 1952) и Иржи Кубалеку (погиб 27 августа 1985 года).

## История

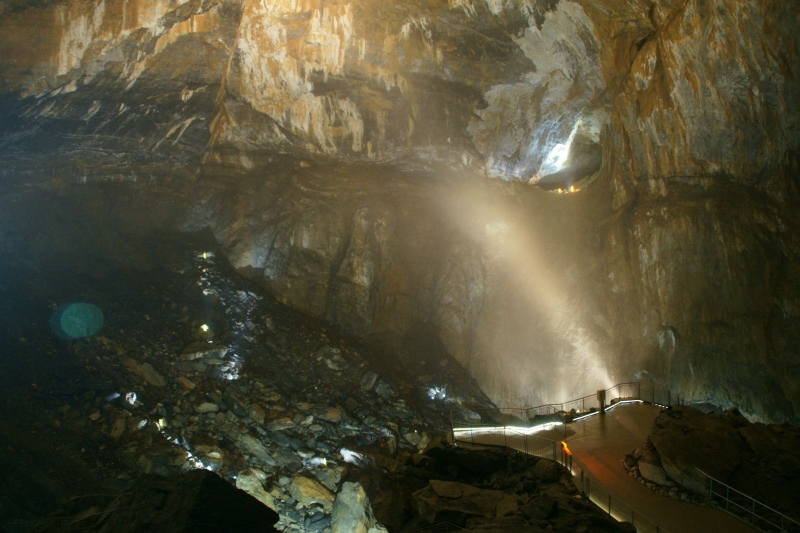
Смотровая площадка в Зале Ла-Верна

### Первые экспедиции
Открытие Пропасти Лепино (за которой вскоре, по названию плато, закрепилось название пещера Пьер-Сен-Мартен) произошло в 1950 году командой спелеологов под руководством Жоржа Лепино. Спелеологи, экспедиция которых уже подходила к концу, не спускались в карстовый колодец — с помощью верёвки они установили глубину сначала в 200, потом в 370 м, что на тот момент делало пропасть Лепино глубочайшим колодцем в мире. Экспедиция продолжилась летом 1951 года под руководством Макса Козинса, который сконструировал на основе велосипеда самодельную лебёдку с ножным приводом и стальным тросом длиной 400 м. С её помощью достигли боковой шахты, ведущей, как затем оказалось, к подземной реке. В 1952 году команда вернулась с новой лебёдкой, уже на электрическом приводе. Группа из четырёх спелеологов (Марсель Лубан, Жак Лабейри, Гарун Тазиев и Джузеппе Окьялини) провела под землёй четверо суток и нашла зал, который они назвали «Окаменевшее озеро» — однако они не смогли найти проход к нему. Утром 13 августа Марсель Лубан решил подняться наверх, чтобы отдохнуть и уступить место другому члену команды. Оставалось примерно 10-15 метров до поверхности, когда подъём был прерван из-за неисправности. Лубан пытался зажечь факел, однако не смог это сделать из-за дождя. Час спустя он дал команду продолжить подъём, однако практически тут же сломался фиксирующий зажим, и Марсель полетел вниз. Он упал на осыпь 30 метрами ниже. Когда к нему подобрались Лабейри и Тазиев, Марсель был уже без сознания. На поверхности была тут же развёрнута операция по спасению: несмотря на грозу, на помощь пришли местные жители, испанские карабинеры, французские военные, а также находившийся неподалёку отряд скаутов из Лиона под названием «Клан Ла-Верны» (Clan de La Verna). Штаб спасательной операции находился в коммуне Молеон-Лишар. Спустя 24 часа к Лубану смог спуститься врач экспедиции доктор Мейри. По мере сил он пытался помочь пострадавшему, в первую очередь вправив открытый перелом локтя. Марсель Лубан скончался около 22 часов 14 августа во время переливания плазмы, когда наверху практически всё было готово к его подъёму. Поднимать тело посчитали слишком опасным.
Окьялини) и Лабейри поднялись наверх для отдыха, Тазиев же и Мейри остались в пещере и продолжили исследования, посчитав, что именно этого желал бы их погибший товарищ. Они нашли большой зал, который назвали в честь Марселя Лубана, и туннель, выведший их к подземной реке.

### Открытие Ла-Верны
Год спустя доктор Роберт Леви организовал новую экспедицию на плато Пьер-Сен-Мартен. На этот раз к спелеологам присоединились скауты из «Клана Ла-Верны» (Clan de La Verna) Даниэль и Пьер Эпелли, Мишель Летрон, Жорж Балландро и Милу. Целью экспедиции было как исследование пещеры, так и возвращение на поверхность останков Марселя Лубана. Тем не менее спустившиеся первыми доктор Мейри и Норбер Кастере констатировали, что им не хватает технической оснащённости, и подобная операция может стать слишком опасной. Исходя из этого команда сконцентрировалась на изучении подземного пространства.
Пройдя следующее за Залом Лепино сужение (бутылочное горлышко) под названием «Гибралтар», сначала члены команды обнаружили просторный зал, названный в честь Элизабет Кастере, жены Норбера. 13 августа 1953 года, в годовщину трагедии, Жорж Лепино, Жак Теодор, Даниэль Эпелли, Мишель Летрон и Жорж Балландро, разделившись на две группы (одна прокладывала путь, тогда как другая шла следом, изучая рельеф), вышли к гигантской карстовой полости. Первооткрыватели высекли на камне свои имена и решили назвать это место «Залом Ла-Верна», по названию скаутской команды. Считается, что размер зала 255 м в длину, 245 м в ширину и 194 м в высоту. Кроме того, пещера Пьер-Сен-Мартен стала самой глубокой пещерой мира — экспедицией был поставлен рекорд в −734 (по другим данным −737) метров. В том же году была открыта пещера Гуфр-Берже, которая по результатам исследования 1954 года была объявлена глубочайший в мире — однако в 1964 году в ходе дальнейших экспедиций Пьер-Сен-Мартен вновь обогнала её по этому параметру (по состоянию на 2020 год Пьер-Сен-Мартен входит в топ-30 по длине и топ-20 по глубине). В прессе пещеру прозвали «подземным Эверестом», а экспедицию сравнивали с успешным восхождением на эту высочайшую гору, состоявшимся в том же 1953 году.
Исследование пещеры продолжила экспедиция 1954 года, вновь под руководством Жоржа Лепино. Спелеологам противодействовали испанские пограничники, которая были уверены, что спелеологи под землёй незаконно проникнут на территорию Испании. В конце концов спелеологи смогли получить официальное разрешение на продолжение работ с условием, что они не будут находиться в местах, которые относятся к территории Испании. Команда планировала поднять останки Лубана, поэтому Жак Теодор отказался от участия в экспедиции — из уважения к воле погибшего, который как-то сказал, чтобы хотел бы, чтобы в случае гибели его тело осталось в пещере.
8 августа 1954 года, как и год назад, первым вниз спустился Норбер Кастере. 10 августа тело Лубана было помещено в специально изготовленный алюминиевый контейнер, после чего спелеологи провели церемонию кремации. 12 августа в шахту спустился священник аббат Атту и отслужил в пещере мессу. В 17:30 14 августа спелеологи начали операцию по подъёму гроба, которая продлилась около десяти часов. В годовщину смерти Лубана Кастере прервал все действия, чтобы почтить память погибшего друга минутой молчания. Марсель Лубан был похоронен в Окситании, в своей родной коммуне Мазер-сюр-Салат. В том же году суд постановил, что виновником трагедии является организатор экспедиций 1951 и 1952 года Макс Козинс, конструктор лебёдки.
Гибель Марселя Лубана и связанные с ней события широко освещались в прессе, что привлекло общественное внимание к спелеологии и поспособствовало её популяризации.

### Сооружение туннеля
В 1956 году государственная энергетическая компания Électricité de France начала проект по сооружению в пещере Пьер-Сен-Мартен первой в мире подземной гидроэлектростанции. Для доступа к реке, протекающей в Ла-Верне, был пробит туннель длиной 660 метров. Во время этих работ была случайно открыта пещера Арфидия (фр. Grotte d'Arhpidia). В 1960 году, через четыре года после начала работ, EDF забросила проект, так как выяснилось, что из-за ошибки в проекте туннель выводил на другую отметку. Тем не менее этот туннель позволил продолжить исследование системы Пьер-Сен-Мартена, облегчив доступ спелеологов к Ла-Верне.

### Полёт на воздушном шаре
В декабре 2001 года студенты парижской Политехнической школы задумали уникальный проект: полёт на воздушном шаре под землёй. 14 марта 2002 года команда из 12 студентов представила проект «Мы летаем под землёй» (On a volé sous la terre) на конкурсе презентаций Unilog-Management, где заняла 2-е место и получила грант в 3 тысячи евро. В мае в качестве места для полёта был утверждён Зал Ла-Верна, хотя и более удалённый и труднодоступный. Получив поддержку Политехнической школы и мэрии Сент-Анграса, студенты привлекли к реализации проекта частное агентство воздухоплавания Air Pégasus Montgolfières, спелеологический клуб Basabürüko Lezentzat и спелеолога Рубена Гомеса, а также военных 5-го инженерного и 35-го парашютно-артиллерийского полков сухопутных войск Франции. Экспедиция была намечена на 5-10 марта 2003 года и чуть не сорвалась из-за плохих погодных условий и большого количества снега в феврале. Тем не менее 5 марта команда из 22 человек прибыла в Сент-Анграс, 6-7 марта они перетащили вручную по горной тропе разобранный на части монгольфьер и всё необходимое оборудование сначала к входу в тоннель, а затем по тоннелю к Залу Ла-Верна. На следующее утро воздушный шар был собран и надут; для того, чтобы вывести его на открытый участок, был установлен зиплайн. В результате совместных усилий 38 человек 8 марта 2003 года шар с экипажем из четырёх человек совершил полёт на высоте 100 метров.

### Запуск электростанции
Проект Политехнической школы вновь пробудил интерес к Ла-Верне. В результате коммуны Арет, Арамитс и Сент-Анграс объединили свои усилия для создания туристического проекта «Ла-Верна». 30 августа 2002 года было зарегистрировано межмуниципальное объединение SIVU LA VERNA, управляемое Спелеологическим комитетом Атлантических Пиренеев (Comité de Spéléologie des Pyrénées-Atlantiques). Проект, поддержанный Французской федерации спелеологии, получил финансовые субсидии как от департамента Атлантические Пиренеи и региона Аквитания, так и на федеральном уровне.
К реализации заброшенного проекта по сооружению электростанции приступила энергетическая компания SHEM (Société Hydro-Electrique du Midi), подразделение SNCF. Работы начались в январе 2006 года. Через гору была проложена подъездная дорога, штольни восстановлены и укреплены, заглублено более 3 км водоводов. В самой Ла-Верне были возведены мини-плотина объёмом 200 м³ и пешеходный мост со смотровой площадкой.
Гидроэлектростанция начала функционировать в 2008 году, благодаря чему Ла-Верна стала доступной для посещения: станция вырабатывает электроэнергию, требуемую для освещения огромного зала, служебные туннели стали служить для прохода туристов. Пещера открылась для посещения 1 июля 2010 года. На тот момент это была крупнейшая в мире туристическая пещера.
Ла-Верна принимает посетителей круглый год. Благодаря проложенному туннелю она имеет сертификат программы «Туризм и инвалидность», а в 2022 году получила награду «Доступность для всех» (Trophée de l’Accessibilité pour tous).

## Описание
Ла-Верна находится на глубине 1050 м. Размеры полости составляют 255 м в длину, 245 м в ширину и 194 м в высоту. Площадь зала — 43 тысячи м² (более 4 гектар), объём — около 3,6 млн м³.

### Геология
В Ла-Верне прослеживается геологическая история карстового массива Пьер-Сен-Мартен, подвергнувшегося Герцинской складчатости. Здесь отчётливо видны три различные формации: сланцы и известняки Палеозоя (350 млн лет назад) и известняки конца Мезозоя (80 млн лет назад). Карстовые полости были промыты грунтовыми водами, аккумулированными на высоте 1500—2100 м, в зоне известнякового плато долины Барету площадью 140 km². Образуя поток Сент-Анграс, они находят выход на поверхность в ущелье Какуэтта, на высоте 450 м (долина От-Суль, Французская Страна Басков).
Исследование сети пещер Пьер-Сен-Мартен ведётся спеологическим обществом ARSIP (Association de recherche spéléologique internationale à la Pierre St-Martin).

### Фауна
В пещере живут такие влаголюбивые эндемики, как жучки Aphaenops cabidochei и Aphaenops loubensi (названный так в память о Марселе Лубане). Эта фауна изучалась в 1960-х годах энтомологом Мишелем Кабидошем. В 2010 году в Ла-Верне начала работать исследовательская группа Национального музея естественной истории под руководством профессора Арно Файя (Arnaud Faille).